# Lyons (Michigan)
Lyons è un villaggio degli Stati Uniti d'America, situato nello Stato del Michigan, nella contea di Ionia.